# Вильясанти, Матиас
Мати́ас Адальбе́рто Вильяса́нти Роло́н (исп. Mathías Adalberto Villasanti Rolón; 24 января 1997 года, Каакупе) — парагвайский футболист, играющий на позиции полузащитника за клуб «Гремио» и сборную Парагвая.

## Биография
Матиас Вильясанти начинал свою карьеру футболиста в парагвайском клубе «Серро Портеньо». 5 мая 2016 года он дебютировал в парагвайской Примере, выйдя в основном составе в домашней игре с «Либертадом». 22 октября того же года Матиас Вильясанти забил свой первый гол на высшем уровне, сравняв счёт в гостевом поединке против команды «Хенераль Диас».
В августе 2017 года парагваец на правах аренды перешёл в аргентинский «Темперлей». 19 сентября 2017 года он забил свой первый гол в аргентинской Примере, сравняв счёт в домашнем матче с клубом «Росарио Сентраль».

## Титулы
- Чемпион Парагвая (1): Апертура 2020